# قضب لاورقي
قضب لاورقي (الاسم العلمي:Cadaba aphylla) هو نوع من النباتات يتبع جنس القضب من الفصيلة القبارية.